# 学士路站
学士路站是贵阳轨道交通3号线的地铁车站，位于中华人民共和国贵州省贵阳市花溪区清溪路与学士路交叉口南侧，于2023年12月16日开通。

## 车站结构
学士路站沿清溪路南北向设置，为地下二层岛式站台车站，车站长466.6米，宽19.9米，车站地下一层为站厅层，地下二层为站台层。车站南侧设有两条存车线。
| 地面              | 出入口 | A、B、C、D、E出入口 |
| 地下一层          | 站厅   | 客服中心、自动售票机、验票机                                                                                            |
| 地下二层          | 站台   | \| \| \| █ 3号线往洛湾（花溪公园） \| \| 島式 · 開左邊车门 \| \| \| \| \| \| █ 3号线往桐木岭（省委党校）（明珠大道） \| |
|                   |        | █ 3号线往洛湾（花溪公园）                                                                                               |
| 島式 · 開左邊车门 |        | |
|                   |        | █ 3号线往桐木岭（省委党校）（明珠大道）                                                                                 |

## 车站出口
学士路站共有5个出入口，各出口及周围设施如下所示：
| 编号                | 出入口信息                                                                                 | 照片 | 无障碍设施 |
| ------------------- | ------------------------------------------------------------------------------------------ | ---- | ---------- |
| A · 出口            | 清溪路，大将路，花溪区第二中学                                                             |      | 不適用     |
| B · 出口            | 清溪路，大将路                                                                             |      | 不適用     |
| C · 出口 · （设有） | 清溪路，大将路                                                                             |      |            |
| D · 出口            | 清溪路，学士路，贵州大学(花溪南校区)，花溪区第一中学，花溪区民政局，贵州省松柏山水库管理处 |      | 不適用     |
| E · 出口            | 清溪路，松水路                                                                             |      | 不適用     |
| 图例： 设有         |                                                                                            |      |            |

## 接驳交通

### 公交车
- 学士路口：401路，402路，花溪1路，花溪2路，花溪8路，花溪13路，花溪18路1号线，花溪18路2号线，花溪21路，花溪22路，经开7路

## 车站历史
本站建设时期工程名为农学院站，开通前正式命名为学士路站，站名来自车站北侧的学士路。
- 2020年11月4日，车站主体结构封顶[6]。
- 2023年12月16日，车站随3号线一期工程通车开通[2]。